# Diego de Herrera (agustino)
Fray Diego de Herrera O. S. A. (Recas, provincia de Toledo, primera mitad del siglo XVI – Catanduanes, Filipinas, 25 de abril de 1576) fue un fraile agustino y misionero español en las Islas Filipinas.

## Biografía
Era hijo de Miguel de Alameda y de Juana Martínez, de la parroquia de San Pedro en Recas, no de Medina del Campo, como algún historiador de su orden había supuesto. Tomó el hábito agustino en 1544 en el convento de San Agustín de Toledo; profesó el 10 de marzo de 1545. Emprendió entonces sus estudios eclesiásticos. Fue con otros once agustinos que había reclutado para las misiones el padre Juan de San Román, entre ellos Martín de Rada y Pedro de Gamboa. Embarcados en la nao Trinidad, cuyo capitán era el maestre Juan de Heredia, llegaron a la antigua capital azteca de México en la segunda quincena de mayo de 1561. En el capítulo provincial del convento de Totolapa aparece su nombre el 8 de mayo de 1563 como predicador y confesor en náhuatl. Sus méritos fueron los requeridos por sus superiores para que lo escogiesen para ir a la primera misión agustina a Filipinas, encabezada en lo civil por Miguel López de Legazpi y en lo religioso por el también agustino fray Andrés de Urdaneta. Levaron anclas el 21 de noviembre de 1564; él iba de capellán de la almiranta San Pablo, y atracaron en el archipiélago el 13 de febrero de 1565. Como Urdaneta tuvo que emprender el tornaviaje a Nueva España, la comunidad agustina lo eligió superior o provincial de Filipinas por unanimidad. Empezó a evangelizar en Cebú, una de las más importantes islas del archipiélago de las Bisayas, situada en la parte central de las Filipinas, entre Luzón y Mindanao; allí logró convertir a una sobrina del reyezuelo de Cebú Tupas; la apadrinó Legazpi con el nombre de Isabel (por su mujer), y la desposó luego el calafate y maestre Andrea, primer matrimonio este celebrado entre un español y una filipina. También catequizó en la fe al régulo Tupas, a quien bautizó con el nombre de don Felipe “porque era entre todos el hombre de mayor política y talento”; converso tan prestigioso personaje, siguieron muchas otras nuevas conversiones de familiares y principales en Cebú e islas adyacentes.
En 1569 regresó a la Península para reclutar más misioneros e informar a Felipe II de los abusos contra los nativos en las encomiendas de Filipinas, para lo cual redactó un memorial. En el ínterin, llegado ya a México, informó ingenuamente al virrey Martín Enríquez de Almansa de cuanto se refería a la pacificación, la esclavitud, el cobro de tributos y el trato a los aborígenes; cuando ya tuvo bastante, el virrey le prohibió seguir el viaje y le ordenó volver a Filipinas. Y aunque Herrera acató la orden, no se le cocía el pan y denunció y recriminó al rey en un par de cartas no ya la conducta de la soldadesca, sino los paupérrimos medios de que disponían los religiosos. Al gobernador de Filipinas López de Legazpi se quejó varias veces de que la misión de la isla de Panay requería lugar más propicio, y se encontró al fin en Manila. Tomó posesión el 18 de mayo de 1571, y logró bautizar a Matandá el Viejo, un alto señor natural del lugar. Es más, el 3 de mayo de 1572 se organizó en el convento de Manila el Capítulo Provincial de la orden, en el que le dieron el cargo de definidor y procurador. A los efectos de este último zarpó de Cavite el 13 de agosto del mismo año con el citado Memorial de denuncia de los abusos contra los indígenas y la solicitud de una mayor copia de misioneros, cuestionando además la validez jurídica de la presencia militar española en las islas. Al tanto de ello, siguió oponiéndose el virrey Enríquez para que no fuera recibido por el Rey; consiguió al menos ser recibido y atendido por el Consejo de Indias, ya que cinco cédulas fechadas en 1574 responden a los puntos que exponía el Memorial. Continuó luego el viaje hasta Roma; le recibió el superior general de la Orden de San Agustín fray Tadeo Perusino, del que obtuvo una charta pergamina donde se reconocía a los frailes agustinos de las Filipinas como una provincia nueva de la Orden, entre otras mercedes. Pero no fue nombrado obispo de Filipinas, como afirman algunos cronistas, o no hay documentos que lo refrenden. 
Volvió a México en junio de 1575 con cuarenta nuevos frailes misioneros, de los que solo nueve (cinco que no habían enfermado en el viaje y cuatro que ya estaban en México) quisieron continuar hasta las islas Filipinas y embarcar en Acapulco el 6 de enero de 1576. Y estando ya a cien leguas de Manila, en la noche del 25 de abril un tifón estrelló y destrozó el galeón Espíritu Santo contra la costa de la isla Catanduanes y se ahogaron casi todos. “Los que pudieron ganar la playa fueron matados por los indios, excepto un indio que el P. Diego de Herrera havía llevado a España y volvía con él”. Un monumento moderno conmemora su sacrificio en esas playas. Juan de Grijalva, en su Crónica de la Orden de N. P. San Agustín (México, 1624 / México: Porrúa, 1985, p. 245 y ss.), escribió lo siguiente:
Era fray Diego Padre de aquella Provincia y les llevaba recaudos de su Majestad para que de sus reales haberes fuesen sustentados los religiosos y para que edificasen conventos e iglesias. Llevaba también recaudos de nuestro Reverendísimo para dividir aquella Provincia desta de Nueva España, y hacer sus Capítulos y elegir Provincial con plena autoridad. Y todo se perdió este año a cien leguas de Manila, por inadvertencia y descuido del Piloto